# Like This and Like That
Like This and Like That är en sång med den amerikanska R&B-sångerskan Monica, producerad av Dallas Austin and Colin Wolfe för hennes debutalbum Miss Thang (1995). Låten gavs ut som skivans 2:a singel och som dubbel A-sida med "Before You Walk out of My Life" i tidiga 1996. Låten hade kraftig framgång i USA och blev Monicas andra listetta på rad.

## Format och innehållsförteckningar
- CD-singel:

1. "Like This and Like That" (Radio Edit)
2. "Like This and Like That" (All Star Mix)
3. "Like This and Like That" (K.O. Mix)
4. "Like This and Like That" (Full Crew Club Mix)
5. "Like This and Like That" (Full Crew Dance Mix)
6. "Like This and Like That" (Buckle Head Dance Mix)
7. "Like This and Like That" (Soul Company Dirty Dub)

## Listor
| Lista (1996)                          | Topposition |
| ------------------------------------- | ----------- |
| Nya Zeelands RIANZ singellista        | 18          |
| Storbritanniens singellista           | 33          |
| Amerikanska Billboard Hot 100         | 7           |
| Amerikanska Billboard Hot R&B Singles | 1           |
| Amerikanska Hip-Hop Airplay           | 5           |